# 高屋敷稲荷神社
高屋敷稲荷神社（たかやしきいなりじんじゃ）は福島県郡山市白岩町字高屋敷にある神社である。
境内まで数多くの鳥居が連なっている独特の景観が特徴の稲荷神社である。商売繁盛の祈願に良いとされる。

## 歴史
宝永年間の飢饉の際に、年貢を免除してもらったことに感激して、正徳3年（1713年）に建立された。享保・明和・天明の飢饉を経て、信仰者が増加した。現在の社殿は大正15年（1926年）10月に建立。

## 祭神
- 宇加之御魂命
- 猿田彦命
- 天之宇豆売命

## 御田植祭
毎年6月第一日曜日の午後一時から行われる。
2016年6月5日撮影

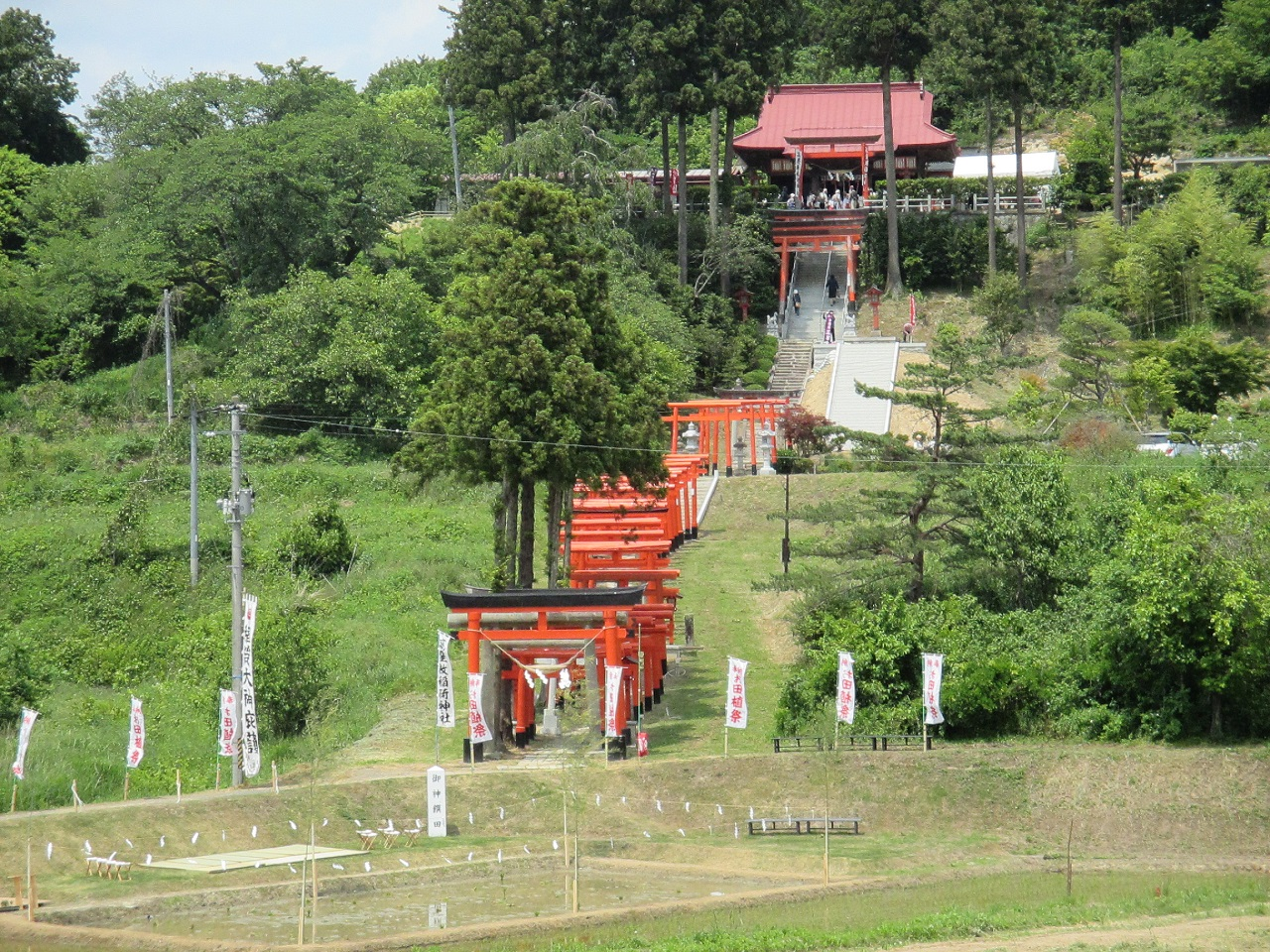
御神饌田
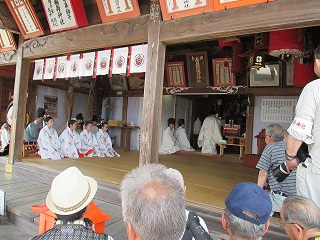
巫女さん
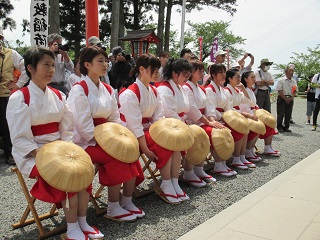
御田植祭
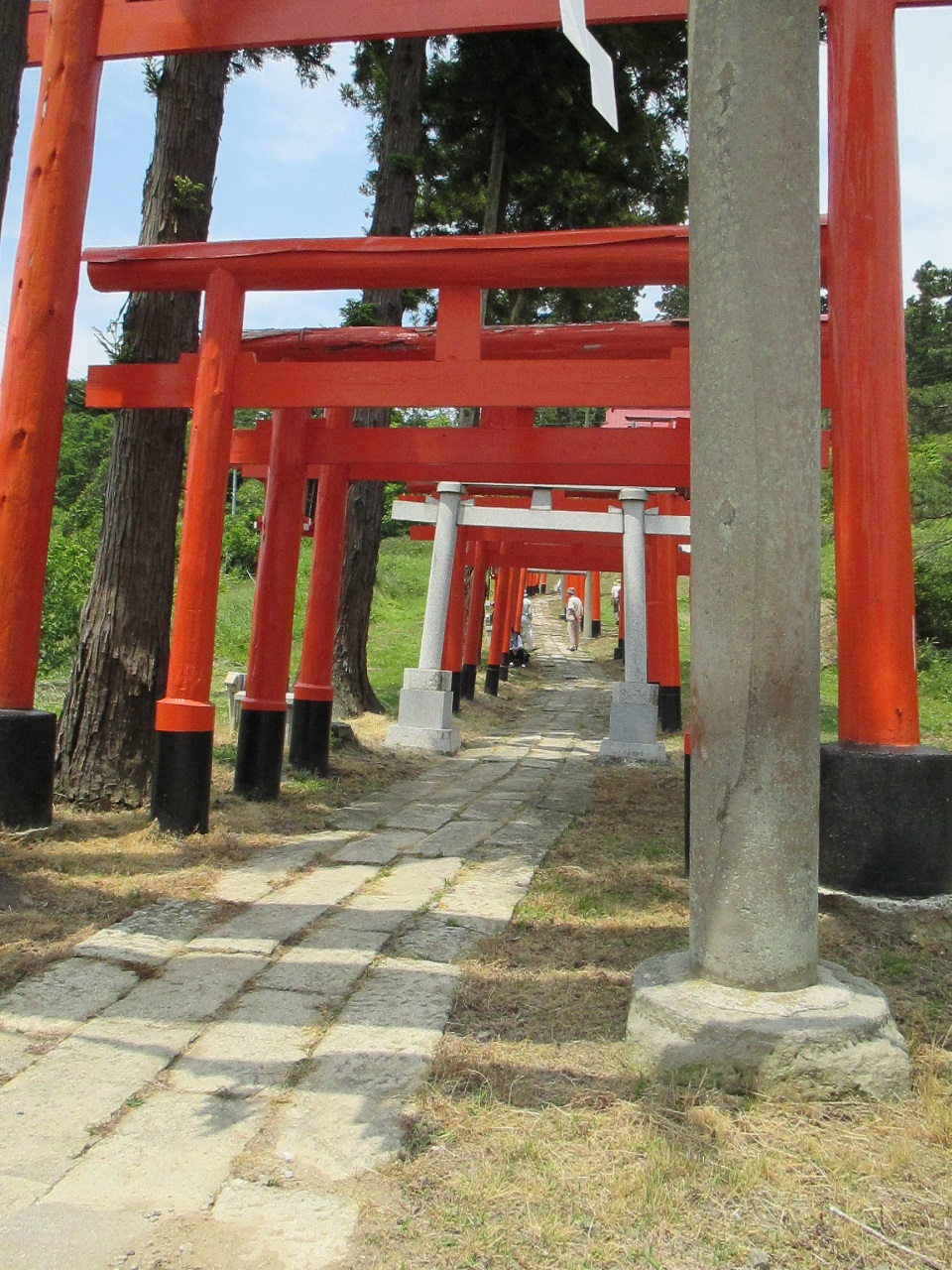
鳥居
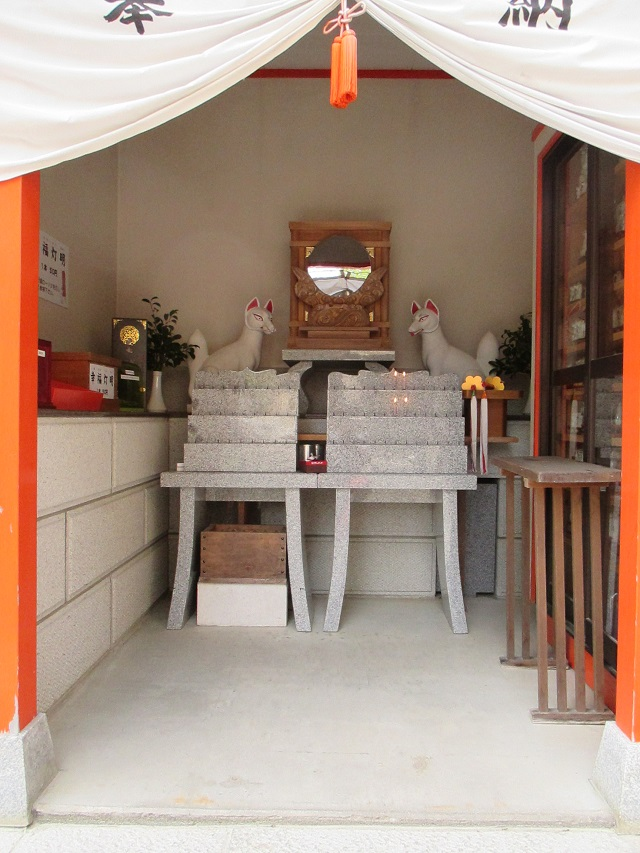
お社に鎮座
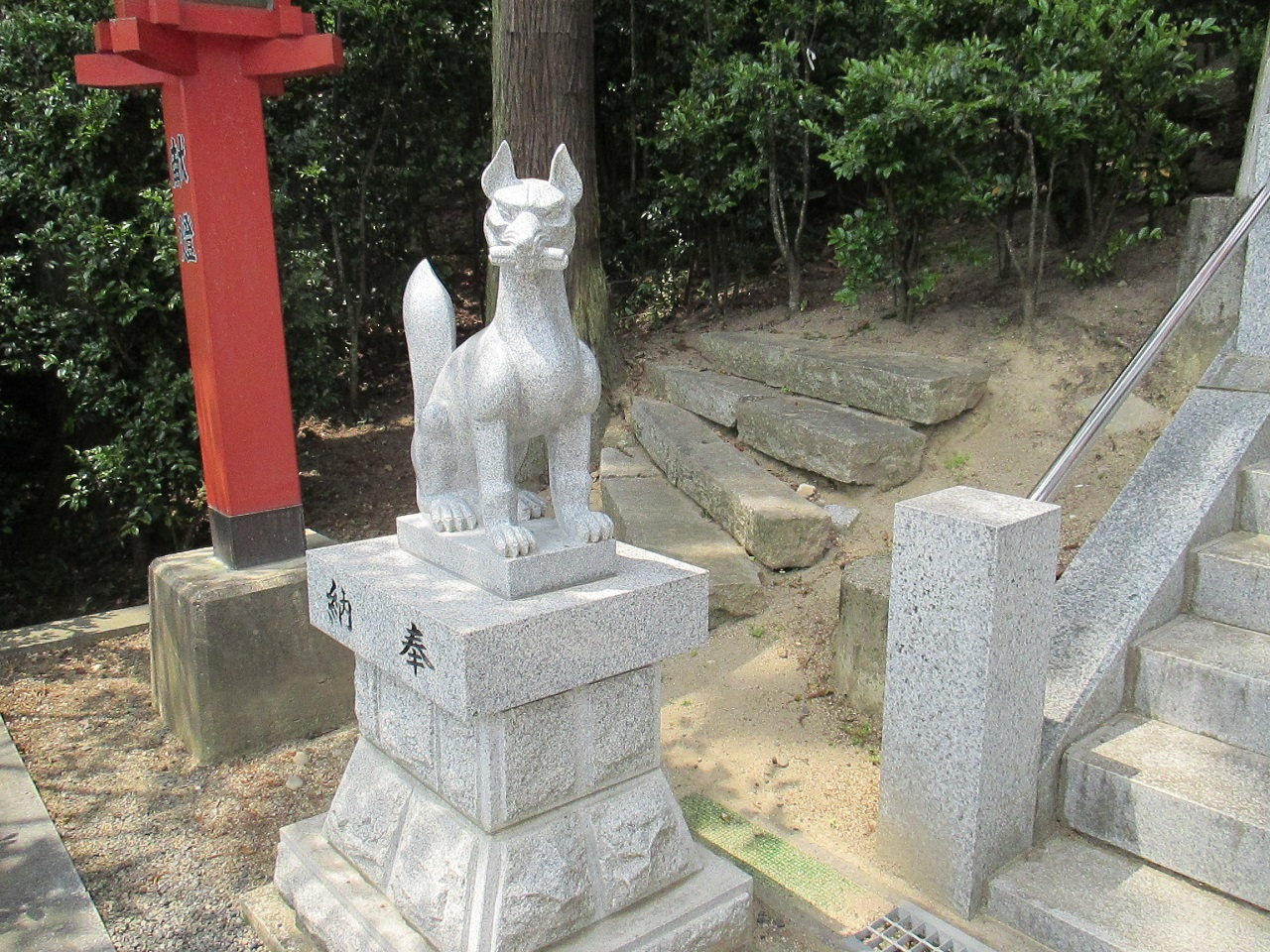
お稲荷様
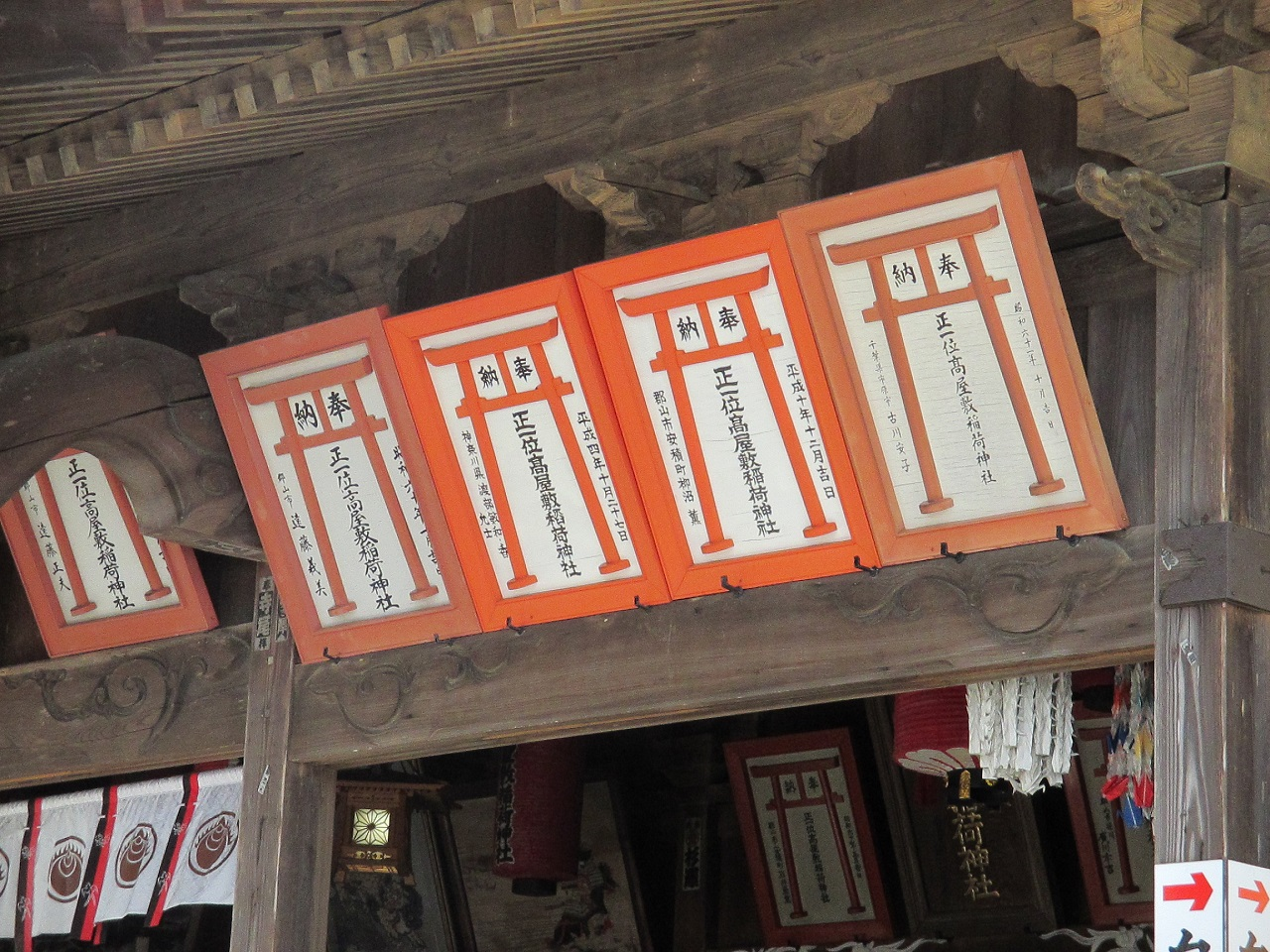
奉納の額
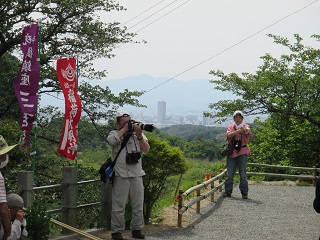
市内遠望

## 交通

### 鉄道
- JR東日本東北新幹線郡山駅から磐越東線舞木駅（もうぎえき）下車　南東へ直線2km 車で5分（タクシー有 バス無）

### 乗用車
- 国道49号（農免道路）沿い
- 東北自動車道 郡山東インターから10分
- 郡山駅からは美術館通りを東進し福島県道297号斎藤下行合線との交点で斎藤方面へ左折、一つ目の信号で広域農道を本宮方面に左折して2.1km。